# Melons de la Péninsule ibérique
Les Melons ibériques sont un ensemble de cultivars des groupes inodorus, regroupés en ibericus, flexuosus (Concombre arménien) et chate (Cucumis melo var. chate ou adzhur). Ils sont cultivés et consommés en Espagne, au Portugal et au Maghreb.
Les plus fréquents parmi les inodurus sont les ovales (es)'Piel de Sapo' ou (pt)'Pele de Sapo', (es)'Amarillo' ou (pt)'Amarelo', 'Rochet', (es)'Blanco' ou (pt)'Branco' au Portugal 'Branco do Ribatejo', (es)'Tendral negro tardio' ou (pt)'Melão Tardio Negro' (melão de Natal). L'Espagne est le premier producteur européen de melons (2023) avec 610 000 t et est un important pôle de diversité.
Casca de Carvalho et  Gália  (Cucumis melo var. reticulata) - obtention moderne largement cultivée dans la Péninsule - ne sont pas des inodorus.

## Dénomination
En espagnol melón.
Le portugais emploie meloa (féminin) ou cantalupo (portugais du Brésil) pour désigner les melons ronds de type brodés et de type Gália  et melão (masculin) pour désigner les melons ovales.

## Histoire

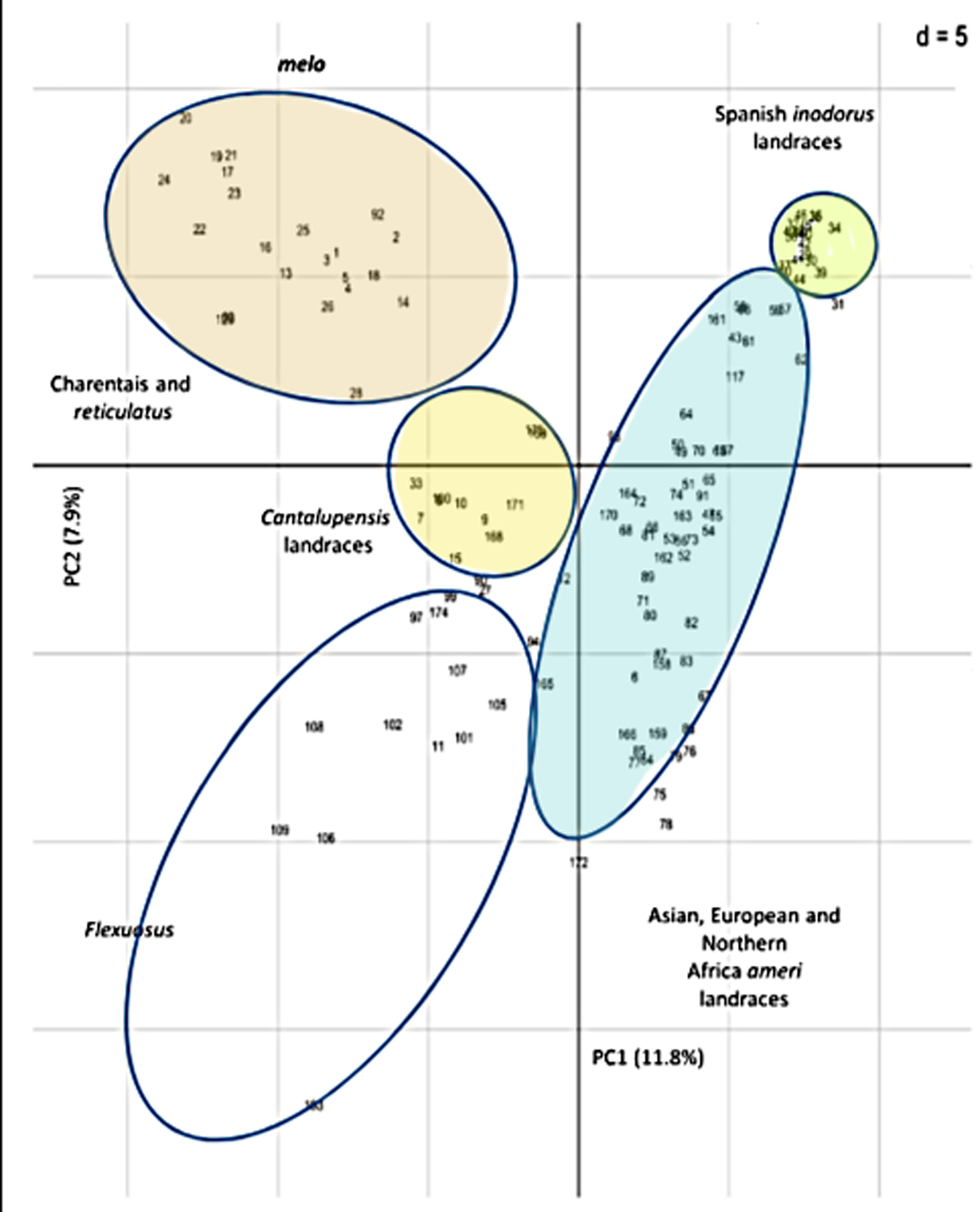
Les melons var. inodorus espagnols (vert clair) constituent un pool génétique différencié et homogène (Carmen Leida 2015).

En 2016 Michel Pitrat divise le groupe des melons inodorus en trois : cassaba, ibericus et inodorus. Almudena Lázaro et al. (2017) séquencent 62 variétés espagnoles de melon: 81 % de la population examinée appartient au type inodorus, les fruits sont ovales à elliptique du vert pâle au jaune et au vert foncé. Par rapport aux inodorus du Proche-Orient, d'Afrique du nord et d'Asie Centrale les melons espagnols ont des cycles végétatifs plus longs (117 jours jusqu'à maturité). Les généticiens espagnols ont montré (2015) qu'ils constituent un groupe clairement différencié. Le groupe Inodorus est fortement représenté en Asie Centrale qui est une zone de primo-domestication.
Les melons sont présents en Europe depuis la préhistoire sous une forme ancestrale non sucrée ou mi-sucrée proche des groupes actuels chate, flexuosus et ameri (Cucumis melo L. var. ameri Gabaev.). Au moyen âge avec l'expansion de ère musulmane les melons sucrés se diffusent en Europe et en Afrique du Nord. Une première sélection de melons sucrés eut lieu en Asie centrale (ils y sont attestés au IXe siècle) au Khorasan et en Perse au milieu du Xe siècle et ont ensuite atteint la Méditerranée occidentale, par l'intermédiaire des Arabes. Les melons sucrés casaba (groupe inodorus) sont introduits en Al-Andalus dans la seconde moitié du XIe siècle nommés baṭṭīj. Arīb Ibn Sa'īd (Xe siècle) le mentionne et Ibn Basṣāl décrit sa culture. Différents types de melons sucrés étaient cultivées en Sardaigne où les Aragonais les ont introduits depuis l'Afrique du nord.

## Description
La péninsule ibérique est un centre secondaire de diversification du melon (Cucumis melo L.) des groupes Flexuosus ou melons non sucrés et Ibericus sucrés. Michel Pitrat a inclus dans les ibéricus les melons espagnols [et portugais]: deux variétés locales des groupes Tendral, Rochet et Branco et les commerciaux Piel de sapo et Amarillo. Les Honeydew, Crenshaw, Casaba et divers melons d'hiver y sont inclus de même.
En principe ces groupes sont des inodorus non climatériques (ne dégagent pas d'éthylène précipitant le murissement), non aromatiques (faible arôme et longue durée de conservation), tout comme Acidulus, Conomon et Agrestis sauvage à faible teneur en substances volatiles, affectant spécifiquement les esters. Le travaux de génomique ont montré (2020) que la frontière n'est pas nette et la biodoversité importante, certaines races locales espagnoles d'Inodorus ont un niveau d'esters plus élevé qu'Inodorus spp. Cristina Esteras et al. écrivent:« Nos résultats montrent que toutes les variétés locales espagnoles n'entrent pas dans ce groupe Ibericus, car elles ont un climatérisme intermédiaire et présentent un arôme de chair et de croûte plus similaire à celui des types Ameri et Cantalupensis » et proposent une nouvelle nomenclature sur le base des composés organiques volatils.
Il reste que ces melons Inodorus caractérisés par leur bonne conservation, leur pulpe douce, juteuse et croquante sont largement distribués et consommé dans la péninsule dont « l'ineffable » (selon Miguel Ángel Almodóvar) Melón con jamón. Escoffier sert le melon vert d'Espagne en hors d'œuvre.

## Cucumis melo var. flexuosus- Alficoz
Ce melon qui a toutes les apparences d'un long concombre exempt d'amertume a été le premier type de melon non sucré cultivé dans la péninsule est attesté depuis l'époque romaine. Il est toujours cultivé en Espagne sous le nom d'Alficoz, récolté immature pour sa pulpe croquante, attesté en Algérie au Moyen-Orient et en Asie centrale.
Cucumis melo var. chate or adzhur, le concombre Carosello Barese encore cultivé en Italie (Carosello e barattiere) est mentionné dans les variétés primitives espagnoles.

## Cucumis melo var. ibéricus- Melonsinodorussucrés ibériques

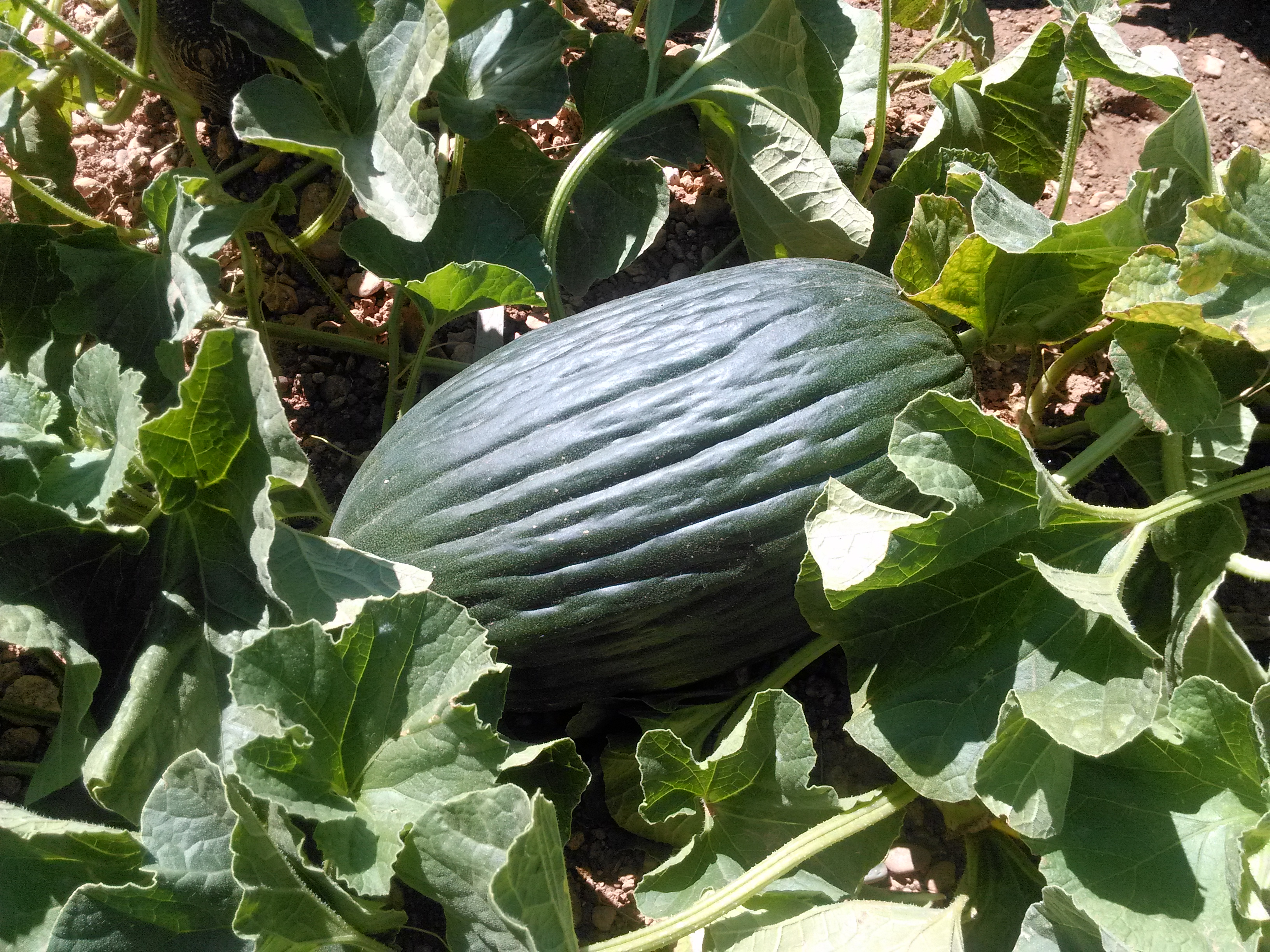
Melon Tendral.
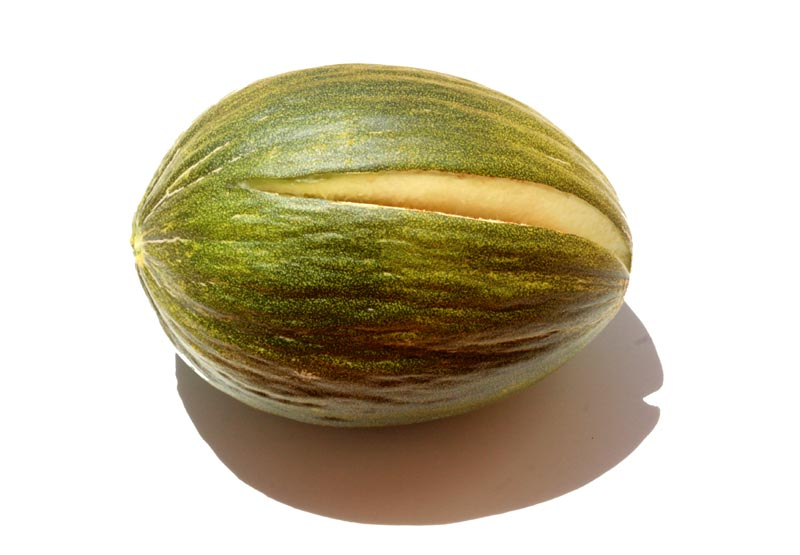
Melon Rochet.
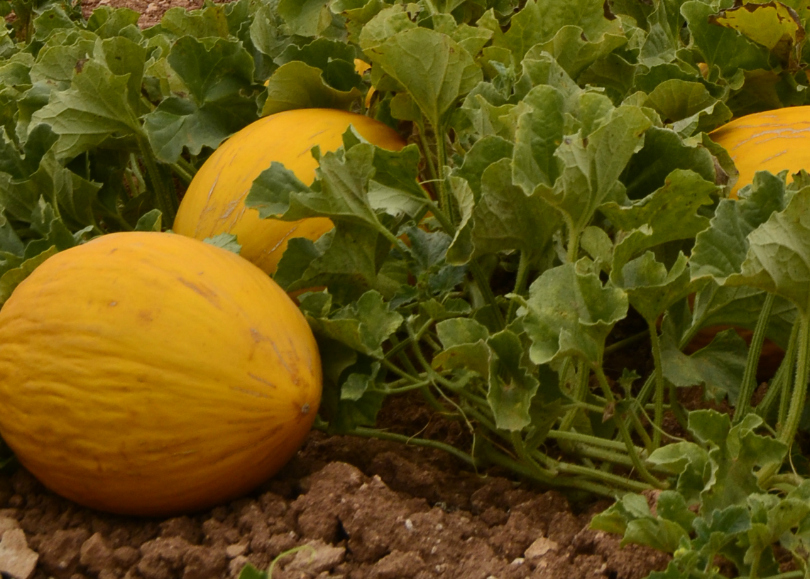
Melon jaune d'Ontinyent.
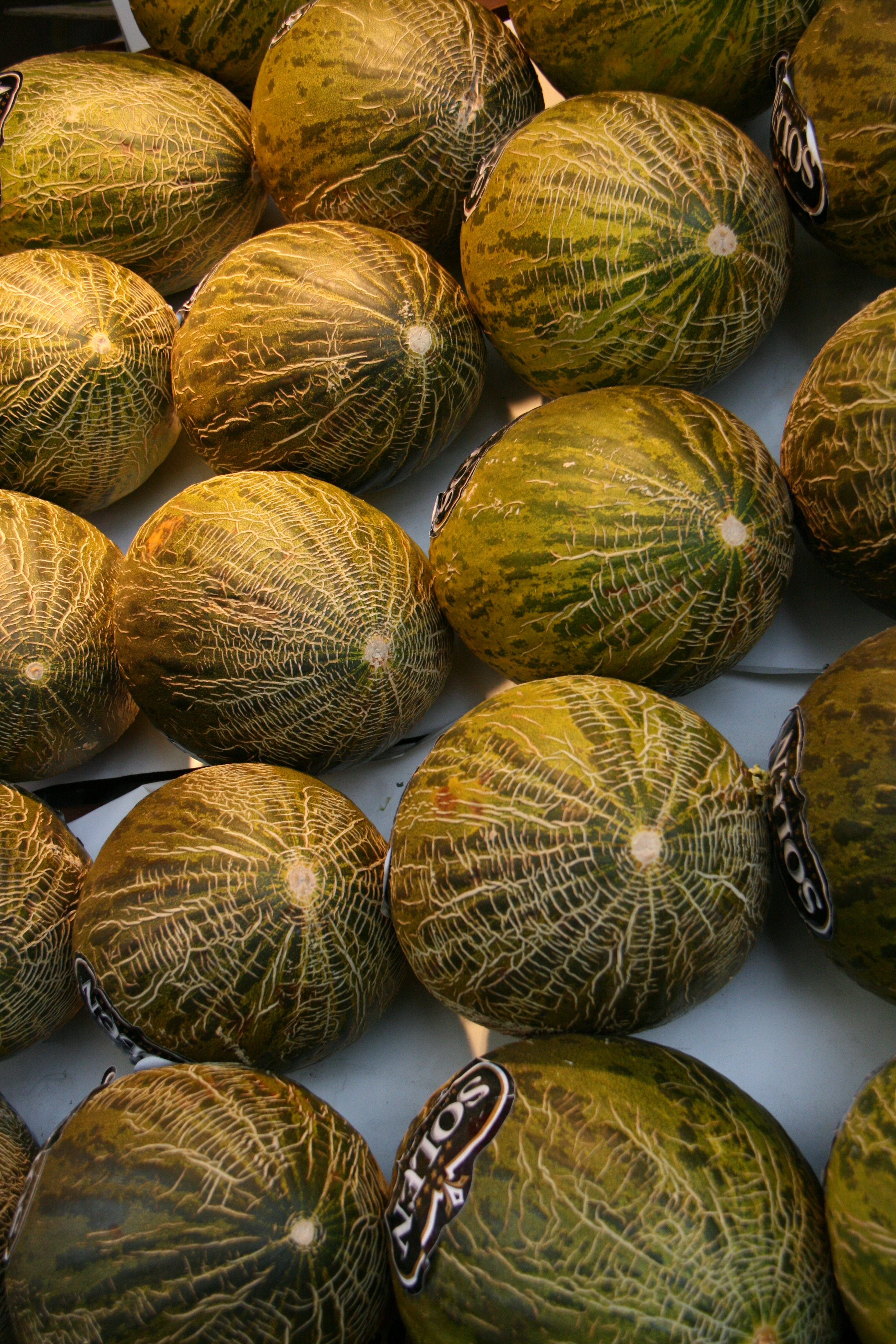
Piel (pt. pele) de sapo. Melons verts.
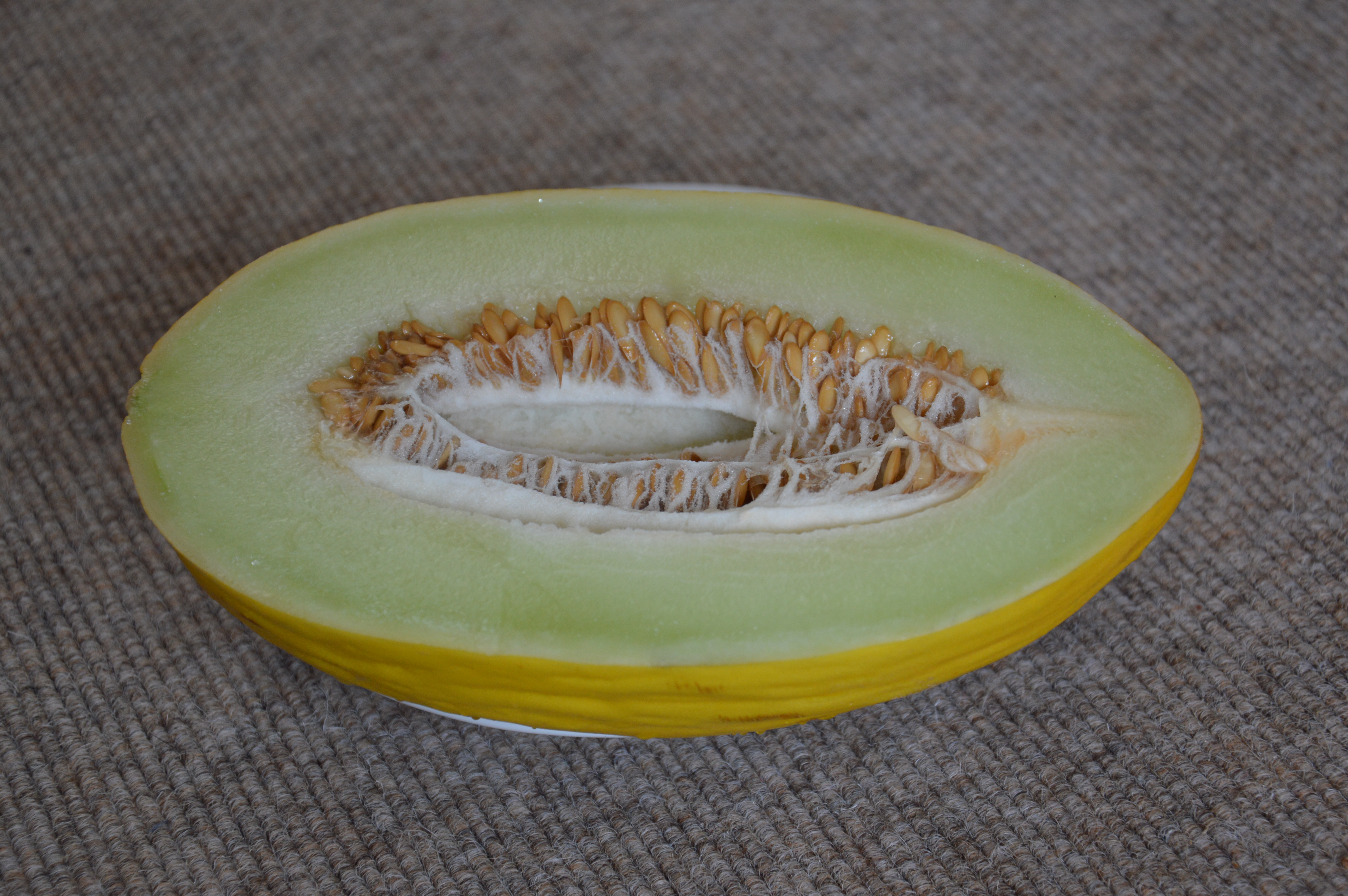
Melon des Canaries en coupe.

### Groupe Tendral (Cucumis meloL.,cv. Tendral)
Tendral (Cucumis melo L., inodorus group, Winter melon) - portugais Melão Tendral Verde, Tendral verde tardio - est un melon rond à ovale d'hiver à peau ridée vert très foncée à pulpe blanche juteuse, qui se conserve jusqu'à Noël. Son poids va jusqu'à 2 kg.

### Groupe Rochet
Melão Rochet, Rochet Temporão (C melo var.indorus Naud) est une variété précoce, peau verte avec des points jaunes de forme ovale. 2 kg. Pulpe blanche, très sucrée et parfumée. Typiquement non climactérique: faiblement aromatique à maturité, chair verdâtre pâle d'un ramollissement lent. Une comparaison portant sur 72 accessions de melons ibériques (2022) a donné Rochet comme le plus sucré.

### Groupe Branco
Melón Blanco, Melão Branco do Ribatejo. Melon ovale blanc lisse, 2,5 à 3,5 kg, pulpe verdâtre à oranger vers le centre, texture dense et fondante au gout floral sucré.

### Groupe Amarillo (Melon jaune d´Ontinyent)
Le melón d'Ontinyent, Melón de oro, Melón amarillo de Onteniente est un melon ovale à peau jaune ridée cultivé depuis 1424 à Onteniete. La pulpe blanche est sucrée, et sa culture nécessite peu d'eau.

### Melon jaune
Le Melon canari, melon Juan Canary, ou 'melon jaune des Canaries' chez les obtenteurs modernes (le terme 'melon des Canaries' désignait autrefois le concombre 'Dudaïm' Cucumis Melo Lin., var. Dudaïm Ndn = C. odoratissimus Moench, en français Concombre odorant) est un inodorus à peau lisse d'un beau jaune et à pulpe verdâtre à blanche sucrée. Cultivé à l'origine en Espagne, au Portugal et au Maroc il est de nos jours planté dans les régions tempérées et tropicales du monde entier grâce à des améliorations dont la résistance à l'oïdium.

### Hilo Carrete
Littéralement bobine de fil. Inodorus à peau verte claire avec des taches vert foncé comme des rayures toujours cultivé en Andalousie et Estrémadure.

### 'Piel de Sapo' - 'Pele de Sapo'
Littéralement melon « peau de crapeau », Melon vert olive d'hiver. Melon ovale elliptique de entre 1,8 et 4 kg à peau verte avec des taches vert foncé. Ce melon est cultivé au Brésil pour l'exportation vers l'Espagne, il existe une forte biodiversité avec des pulpes plus ou moins fermes et des niveaux de solides solubles différenciés.

#### Mochuelo
Inodorus de type 'Piel de Sapo' de la région de Villaconejos, Madrid. Variété traditionnelle remise en culture en 2015. Le melon hibou est oblong, vert avec une peau très fine rainurée, la pulpe est blanche, aromatique avec une saveur sucrée.

#### Azul
Autre variété type 'Piel de Sapo' vert à taches longues vert foncé, réintroduction récente, excellente conservation propre aux inodorus, se consomme à Noël.

## Cucumis melo var. reticulatus et var. cantalupensis
Les melons de variété reticulatus sont les melons brodés et les cantalupensis sont les sphériques à pulpe saumon au gout musqué typique (en France : les Charentais). Les honeydew sont également sphériques à pulpe verte bien sucrée. Les botanistes en font des synonymes mais UPOV admet Cucumis melo L. subsp. melo var. cantalupo Ser.

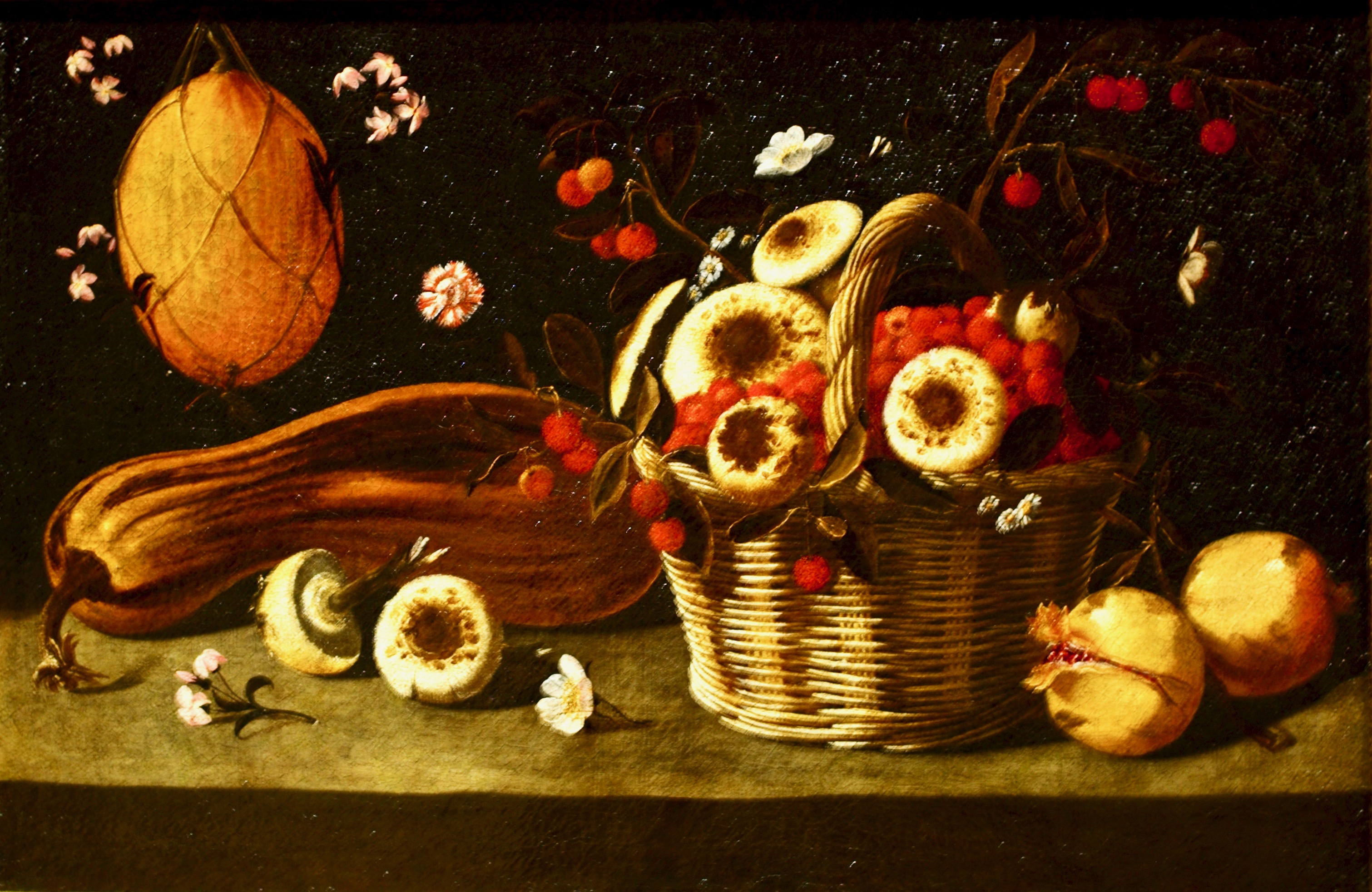
Josefa de Óbidos (1630-1684) Melon 'Casca de Carvalho' dans un filet

### Melão Casca de Carvalho
Casca de Carvalho signifie Écorce de chêne. Melon originaire du Douro et du Minho. Ces melons ne sont pas des inodorus mais des reticulatus. Gros melon cultivé au nord du Portugal (jusqu'à 5 kg), peau claire grise parfois un peu colorée toujours marquées des taches noires et d'une fine brodure. Les écotypes décrits sont 'Fino' (peau fine couleur crème densément réticulée, pulpe couleur saumon, aromatique), 'Robusto' (vert oblong, pulpe vert amande) et 'Ponderado' (peau grise avec taches vert foncé, pulpe couleur saumon, aromatisé et légèrement sucré).

### Galia

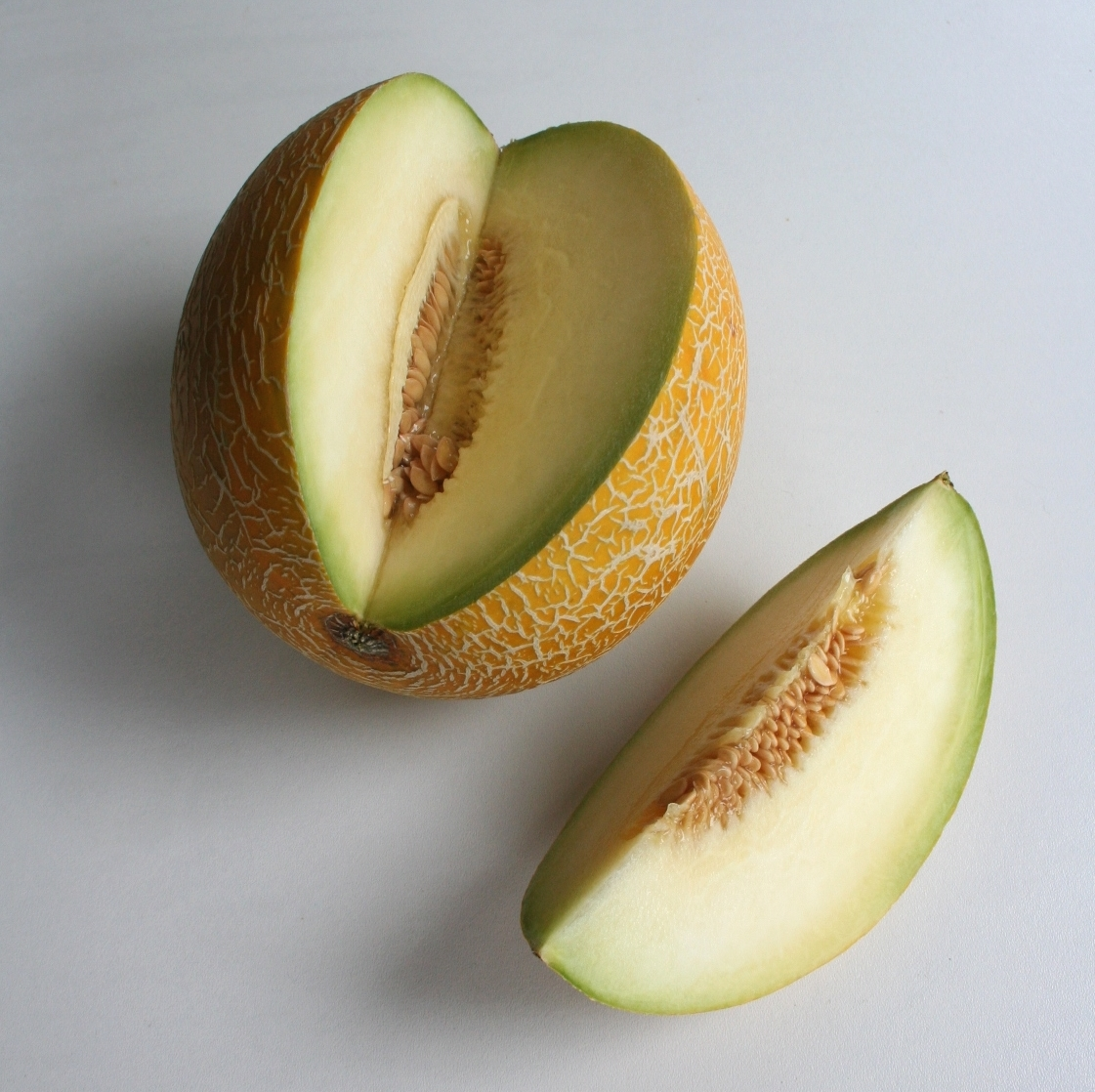
Galia

'Galia' (Cucumis melo var. reticulatus L. Naud. cv. Galia) est un groupe de melons sphériques à chair verte juteuse et sucrée et une peau finement maillée. Galia est fruit climatérique dont la durée de conservation est de 2 semaines ou moins même maintenu à basse température. Il n'est pas un melon ibérique bien que largement cultivé et consommé dans la péninsule. Son origine est Israël, Centre de recherche de Neve Yaar, où il fut développé en 1973 par hybridation de 'Ha-Ogen' et 'Krimka' dans le but d’obtenir une variété adaptée aux terres arides.

## IGP de melons ibériques
- Melón de La Mancha est une IGP (2010) de cultivars 'Piñonet' ou 'Piel de sapo' produite sur le Haut Guadiana, au sein de la Communauté Autonome de Castilla-La Mancha[41].
- Melón de Torre Pacheco-Murcia (2015) est une IGP de 'Piel de Sapo' sucré (12 ° brix minimum) de la région de Murcia[42].
- L'Ile de Santa Maria dans l'archipel des Açores produit sous label IGP[43] une variété de cantaloup américain: Meloa de Santa Maria Açores IGP[44].

## Aspect nutritionnel
'Piel de Sapo' et 'Rochet' ont une teneur en acide ascorbique (vitamine C) double par rapport à toutes les variétés commerciales courantes de melon ibériques. 'Piel de Sapo' est riche en phosphore (17 mg pour 100 g) et peu calorique (55 cal pour 100 g).

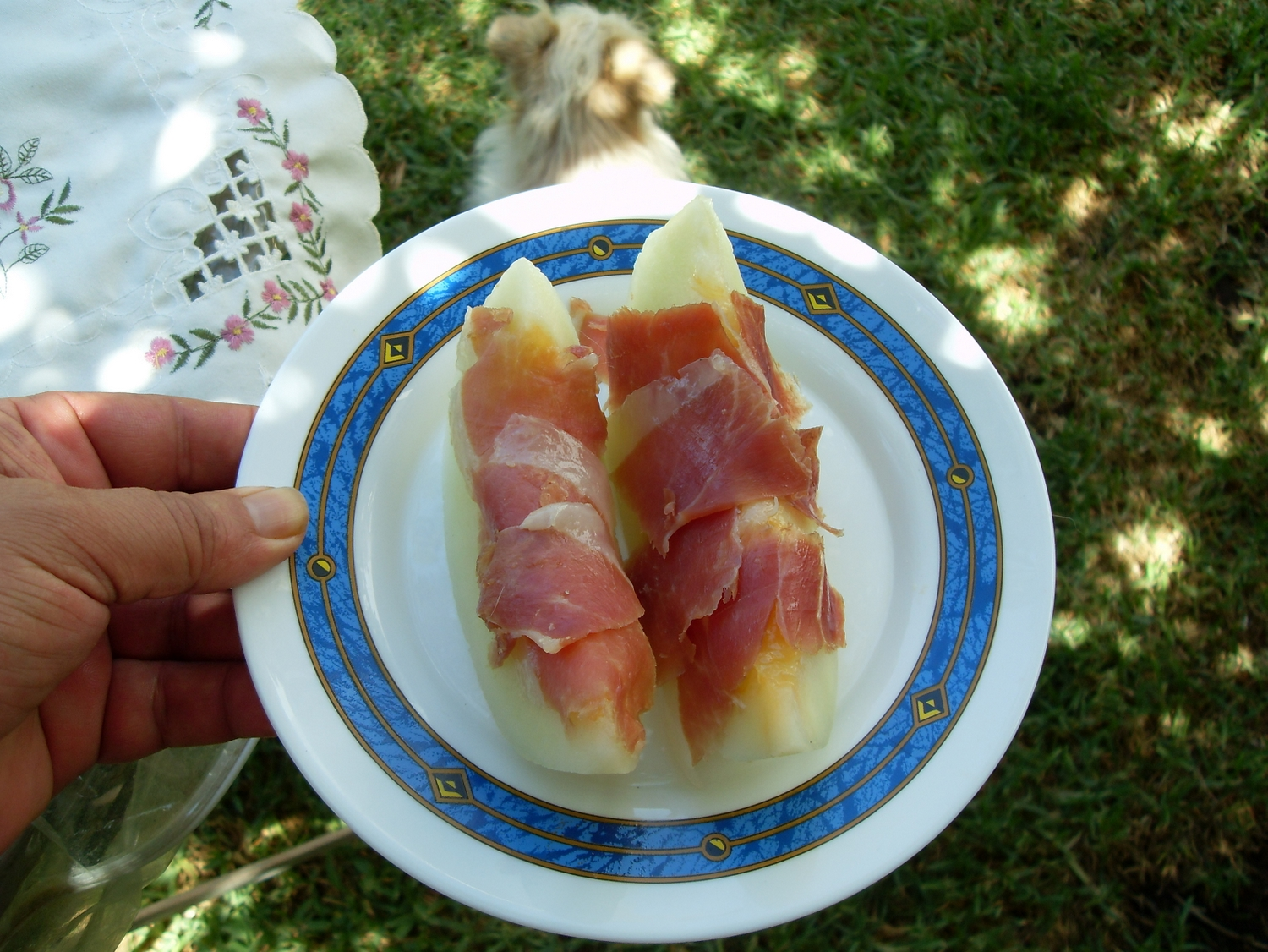
Melón con jamón

La littérature hispanophone discute l'aspect nutritionnel du melon au jambon, plat incontournable des tables de Franco à la cuisine créative d'El Bulli (Consommé ibérique aux sphères de melon) et de Celler de Can Roca (Consommé au granité de melon), mais très salé à cause du jambon. La forte teneur en eau du melon est une bonne excuse diurétique qui balance le jambon, sans compter l'apport de l'ensemble en bêta-corotène, potassium, phosphore, calcium, magnésium, sodium, fer, zinc, fibres, vitamine C et vitamine B9.
Un bon melon ibérique ne sonne pas creux quand on le frappe du doigt mais sonne plein.

## Pages connexes
- Melon oriental, Melons d'Asie centrale, Melons sauvages
- Carosello (concombre), Concombre arménien, Concombre de Perse.